# Patagonia (film)
Patagonia är en walesisk dramafilm om Y Wladfa, den walesiska kolonin i Patagonien. Filmen förhandsvisades officiellt första gången på Seattle International Film Festival 10 juni 2010, följt av ett antal andra festivalvisningar runt om i världen, innan den fick officiell brittisk premiär i Cardiff 4 mars 2011. Filmen anmäldes som brittiskt bidrag i tävlingen om Bästa icke-engelskspråkiga film för Oscarsgalan 2012, men blev inte nominerad.

## Handling
I Cardiff försöker Gwen och hennes man Rhys att lämna sina fertilitetsproblem bakom sig och att rädda sitt förhållande. När Rhys åker till Patagonien på en fotograferingsresa, bestämmer sig Gwen för att följa med. Samtidigt planerar en walesisk-argentinsk kvinna, Cerys, en resa till Wales för att besöka sin familjs gård i Wales innan familjen flyttade till Patagonien. Hon bestämmer sig för att ta med sin unge granne Alejandro som sällskap. I Wales förälskar sig Alejandro med en flicka, Sissy.

## Rollista
- Matthew Gravelle (i engelskspråkiga Wikipedia) – Rhys
- Nia Roberts (i engelskspråkiga Wikipedia) – Gwen
- Matthew Rhys – Mateo
- Marta Lubos – Cerys
- Nahuel Pérez Biscayart (i spanska Wikipedia) – Alejandro
- Duffy – Sissy
- Marco Antonio Caponi (i spanska Wikipedia) – Diego
- Rhys Parry Jones (i engelskspråkiga Wikipedia) – Martín
- Gabriela Ferrero – Eleonara
- Marcin Kwaśny (i polska Wikipedia) – Marc
- Radosław Kaim (i engelskspråkiga Wikipedia) – Kris